# Piz Rondadura
Il Piz Rondadura (3.016 m s.l.m.) è una montagna delle Alpi Lepontine che si trova sul confine tra i cantoni del Ticino e dei Grigioni.

## Caratteristiche
La montagna è collocata tra il Piz Blas ed il Lago di Santa Maria. Sotto la montagna passa la Galleria di base del San Gottardo.

## Salita alla vetta
Si può salire sulla vetta partendo dal Passo del Lucomagno.